# 戴敔
戴敔（1466年—1525年），字廷韶，福建福州府閩縣人，民籍，明朝政治人物。

## 生平
弘治五年（1492年）壬子科福建鄉試第三十二名舉人。弘治十五年（1502年）中式壬戌科會試第一百一名，二甲第五十名進士。正德六年（1511年）任江西副使。

## 家族
曾祖戴文週；祖父戴弘昭；父戴昂，教授。母陳氏。永感下。有子戴亢。